# Grigorij Samujlovič Frid
Grigorij Samuilovič Frid (Григорий Самуилович Фрид) také Grigori Fried (22. září 1915 Petrohrad – 22. září 2012 Moskva) byl ruský hudební skladatel mnoha hudebních žánrů, včetně komorní opery.

## Život a dílo
Frid se narodil v Petrohradě a studoval u Heinricha Litinského a Vissariona Šebalina na moskevské konzervatoři, kterou dokončil v roce 1935. Za druhé světové války sloužil v armádě.
Na jeho tvorbu měla zásadní vliv hudba Šostakoviče, Stravinského a Schoenberga. Jeho nejvýznamnější díla jsou dvě komorní opery, obě podle jeho vlastních libret. Deník Anny Frankové je monodrama o 21 scénách pro soprán a komorní orchestr, které trvá asi hodinu. Opera byla složena v roce 1968. První představení s klavírním doprovodem proběhlo v Moskvě 17. nebo 18. května 1972. Dopisy Van Gogha je monoopera o dvou částech pro baryton a komorní soubor, jejíž libreto vzniklo na základě dopisů Vincenta Van Gogha jeho bratru Theovi. Opera byla složena v roce 1975 a měla premiéru v koncertní podobě na stejném místě, 29. listopadu 1976.
Napsal tři symfonie (1939, 1955, 1964), řadu instrumentálních skladeb včetně Koncertu pro violu, klavír a smyčcový orchestr (1981), scénickou a filmovou hudbu včetně jevištní hudby pro divadelní hru Faidra od Jeana Racina (1985), skládal vokální a komorní hudbu včetně cyklu Poezie (1973) pro hlas a komorní soubor k básním Federica García Lorcy, Klavírní kvintet (1981), Fantasia pro violoncello a klavír (1982), Fedra (Phère, 1985) – klavírní kvintet se sólem viola, 5 písní na básně Luísa de Camõese (1985).
Styl Fridovy rané tvorby lze považovat za konvenční, psaný v tradici tzv. socialistického realismu. Ve věku 55 let radikálně změnil svůj styl, přiklonil se k dodekafonii a dalším moderním technikám hudební skladby. Frid byl známý jako hudební propagandista a organizátor řady přednáškových koncertů pro mladé lidi v Moskevském domě skladatelů, které byly populární v 70. letech 20. století. Byl také malíř a měl řadu výstav svých obrazů. Frid napsal několik svazků vzpomínek, z nichž dva byly poprvé zveřejněny v Moskvě v letech 1987 a 1991.

## Vybraná díla
Jevištní tvorba
- Deník Anny Frankové (Дневник Анны Франк), monoopera o dvou jednáních pro soprán a komorní orchestr, op. 60 (1969); verze II (1999) pro soprán a komorní soubor; libreto skladatele
- Van Goghovy dopisy (Письма Ван-Гога), monoopera o dvou jednáních pro baryton a komorní soubor, op. 69 (1975); libreto skladatele na základě dopisů Vincenta van Gogha jeho bratru Theovi

Orchestrální tvorba
- Předehra č. 1 (1936)
- Symfonie č. 1 (1939)
- Kus (Пьеса) (1939)
- Polární záře (Северное сияние), Suite (1946)
- 3 pochody (Три марша) (1947)
- Nature's Calendar (Календарь природы) po Michaila Prishvina (1947); také verze pro housle a klavír
- Předehra č. 2 (1950)
- Celý rok (Круглый год) po Samuil Marshak (1951); také pro klavír
- Sinfonietta (Симфониетта) (1951)
- Merry Suite (Веселая сюита) (1954)
- Symfonie č. 2 „Lyric“ (Лирическая) (1955)
- Rhapsody na slovenských a moravských tématech (Рапсодия на словацкие и моравские темы) (1956)
- Slavnostní předehra (Праздничная увертюра) (1957)
- Na břehu Cheptsy (На берегах Чепцы), báseň v paměti Vladimíra Korolenka (1959)
- Заре навстречу (1960)
- Předehra č. 3 (1961)
- 2 vynálezy (Две инвенции) pro smyčcový orchestr, op. 46a (1962); originál pro klavír
- Symfonie č. 3 pro smyčcový orchestr a timpani, op. 50 (1964)
- Předehra, op. 56 (1967)

Instrumentální díla
- Fantasia Concertante (Концертная фантазия) pro housle a orchestr (1955)
- Koncert pro violu a komorní orchestr, op. 52 (1967)
- Koncert pro pozoun a orchestr (1968)
- Koncert pro violu, klavír a smyčcový orchestr, op. 73 (1981)
- Romance (Романс) pro violoncello, klavír a komorní soubor (1981); také pro sólové violoncello, 4 violoncella a klavír; hudba z filmu Lenin v Paříži

Komorní hudba
- Prelude and Fugue (Прелюдия и фуга) pro smyčcové kvarteto (1940)
- Smyčcové kvarteto č. 1 (1936)
- Sonáta č. 1 pro housle a klavír (1946)
- Smyčcový kvartet č. 2 (1947)
- Nature's Calendar (Календарь природы), cyklus 10 kusů po Michaila Prishvina pro housle a klavír (1947, 1948) (1947); originál pro orchestr
- Sonatina pro hoboj a klavír (1949)
- Smyčcový kvartet č. 3 (1949)
- Sonáta č. 1 pro violoncello a klavír (1951)
- Aria (Ария) pro violoncello a klavír (1952)
- Sonatina pro flétnu a klavír (1952)
- Sonáta č. 2 pro violoncello a klavír (1957)
- Smyčcový kvartet č. 4 (1958)
- Aria a Intermezzo (Ария и интермеццо) pro violoncello a klavír (1962)
- Koncertní fantazie na témata tří lidových písní západní Ukrajiny (Концертная фантазия на темы трех песен народов Западной Украины)
- 8 kusů (Восемь пьес) pro violoncello a klavír (1963)
- Romance (Романс) pro flétnu a klavír (1963)
- Sonáta č. 2 pro housle a klavír (1964)
- Sonáta č. 1 pro klarinet a klavír (1966)
- Sonáta č. 3 pro housle a klavír (1968)
- Divertimento (Дивертисмент) pro housle a klavír (1969)
- Sonáta pro hoboj a klavír (1971)
- Sonáta č. 2 pro klarinet a klavír (1971)
- Sonáta pro violu a klavír, op. 62 č. 1 (1971)
- 6 kusů (Шесть пьес) pro smyčcové kvarteto, op. 64 (1972)
- Sonáta pro 3 klarinety (1974)
- Smyčcový kvartet č. 5 (1977)
- Piano Quintet, op. 72 (1981)
- Romance (Романс) pro sólové violoncello, 4 violoncella a klavír (1981); také pro violoncello, klavír a komorní soubor; hudba z filmu Lenin v Paříži
- Fantasia (Фантазия) pro violoncello a klavír (1982)
- Sonata č. 3 pro klarinet a klavír (1982)
- Phèdre (Федра; Phaedra) pro violu sólo, 2 housle, violoncello a klavír, op. 78 (1985)
- Sonata č. 2 pro violu a klavír (1985); druhá verze Phèdr

Klavírní tvorba
- Toccata (Токката) (1935)
- Variace (Вариации) (1937)
- Celoročně (Круглый год), 12 skladeb podle Samuila Marshaka (1951); také pro orchestr
- Dětské album (Детский альбом) (1961)
- Invention (Инвенции), op. 46 (1962); také pro orchestr
- Maďarské album (Венгерский альбом), 14 Pieces (1966)
- Sonatina (1971)
- Sonáta č. 1 (1973)
- Sonata č. 2 (1974)
- Sonáta pro 2 klavíry (1985)
- Den v zemi
- Mladistvá dobrodružství
- Ruské příběhy

Vokální tvorba
- 6 písní pro hlas a klavír (1949); slova Alexandr Puškin
- 7 písní o slovech arménských básníků (Семь романсов на cлова армянских поэтов) (1949)
- 5 sonet od Williama Shakespeara (Пять сонетов У. Шекспира) pro hlas a klavír (1959)
- 4 písně pro hlas a klavír (1961); slova Samuil Marshak
- Vězeňský deník (Тюремный дневник), písňový cyklus pro hlas a klavír (1962); slova Ho Či Min
- Před bouří (Перед бурей), písňový cyklus pro hlas a klavír (1958)
- Poezie (Поэзия), cyklus pro 2 hlasy, klarinet, violoncello, klavír a perkuse (1973); slova Federico García Lorca
- 5 písní pro hlas a klavír (1985); slova Luís de Camões

Filmová hudba
- Kouř v lese (Дым в лесу) (1955); režie Yevgeny Karelov a Yuri Chylyukin
- Cirkusový festival, dokumentární film (1958)
- Timur a jeho velení, také Timur a jeho tým (Тимур и его команда) (1976); režie Alexander Blank a Sergei Linkov
- Maršál revolyutsii (Маршал революции) (1978); režie Sergei Linkov
- Krik gagary (Крик гагары) (1980); režie Sergei Linkov
- Lenin v Paříži (1981); režie Sergei Yutkevich
- Bereg yevo zhizni (Берег его жизни) (1984); režie Yury Solomin
- Nejlepší roky (Лучшие годы) (1994); režie Sergei Linkov